# Amblyseius duplicesetus
Amblyseius duplicesetus är en spindeldjursart som beskrevs av Moraes och D. McMurtry 1988. Amblyseius duplicesetus ingår i släktet Amblyseius och familjen Phytoseiidae. Inga underarter finns listade i Catalogue of Life.